# Olympische Sommerspiele 1960/Teilnehmer (Kenia)
| Gelbes Symbol für Goldmedaillen mit stilisierten Olympischen Ringen | Graues Symbol für Silbermedaillen mit stilisierten Olympischen Ringen | Braundes Symbol für Bronzemedaillen mit stilisierten Olympischen Ringen |
| ------------------------------------------------------------------- | --------------------------------------------------------------------- | ----------------------------------------------------------------------- |
| —                                                                   | —                                                                     | —                                                                       |

Kenia nahm an den Olympischen Sommerspielen 1960 in der italienischen Hauptstadt Rom mit einer Delegation von 27 männlichen Sportlern an 13 Wettbewerben in vier Sportarten teil.
Jüngster Athlet war der Hockeyspieler Egbert Fernandes (19 Jahre und 63 Tage), ältester Athlet war der Segler Anthony Bentley-Buckle (39 Jahre und 17 Tage). Es war die zweite Teilnahme an Olympischen Sommerspielen für das Land.

## Teilnehmer nach Sportarten

### Hockey
- Ergebnisse
Gruppenphase: Gruppe C, fünf Punkte, 8:0 Tore, Rang eins, für das Viertelfinale qualifiziert
1:0-Sieg gegen Deutschland
Torschützen: Hilary Fernandes
7:0-Sieg gegen Italien
Torschützen: Hilary Fernandes (3×), Avtar Singh Sohal (2×), Egbert Fernandes, Quarto Pianesi (Eigentor)
0:0-Unentschieden gegen Frankreich
Viertelfinale
1:2-Niederlage gegen Großbritannien
Torschützen: Avtar Singh Sohal
Spiele um Platz fünf bis acht
1:1-Unentschieden gegen Australien
Torschützen: Surjeet Singh Deol
1:2-Niederlage gegen Australien
Torschützen: Surjeet Singh Panesar
Spiel gegen Deutschland nicht ausgetragen
Rang sieben
- Kader
Krishnan Kumar Aggarwal
Edgar Fernandes
Egbert Fernandes
Hilary Fernandes
Silvester Fernandes
Saude George
Aloysius Mendonca
John Simonian
Kirpal Singh Bhardwaj
Surjeet Singh Deol
Surjeet Singh Panesar
Pritam Singh Sandhu
Gursaran Singh Sehmi
Avtar Singh Sohal
Nil Jagnandan Singh
Anthony Vaz

### Leichtathletik
- Arere Anentia
  - 10.000 Meter Lauf

Finale: 30:03,0 Minuten (handgestoppt), 30:01,00 Minuten (automatisch gestoppt), Rang 19

- Seraphino Antao
  - 100 Meter Lauf

Runde eins: in Lauf zwei (Rang eins) für das Viertelfinale qualifiziert, 10,5 Sekunden (handgestoppt), 10,64 Sekunden (automatisch gestoppt)
Viertelfinale: in Lauf vier (Rang drei) für das Halbfinale qualifiziert, 10,4 Sekunden (handgestoppt), 10,61 Sekunden (automatisch gestoppt)
Halbfinale: ausgeschieden in Lauf zwei (Rang sechs), 10,6 Sekunden (handgestoppt), 10,72 Sekunden (automatisch gestoppt)
  - 110 Meter Hürden

Runde eins: ausgeschieden in Lauf eins (Rang fünf), 15,0 Sekunden (handgestoppt), 15,13 Sekunden (automatisch gestoppt)
  - 200 Meter Lauf

Runde eins: in Lauf elf (Rang eins) für das Viertelfinale qualifiziert, 21,3 Sekunden (handgestoppt), 21,44 Sekunden (automatisch gestoppt)
Viertelfinale: ausgeschieden in Lauf zwei (Rang vier), 21,3 Sekunden (handgestoppt), 21,43 Sekunden (automatisch gestoppt)

- Arap Sum Kanuti
  - Marathon

Finale: 2:46:55,2 Stunden, Rang 59

- Nyandika Maiyoro
  - 5000 Meter Lauf

Runde eins: in Lauf eins (Rang drei) für das Finale qualifiziert, 14:06,0 Minuten (handgestoppt), 14:06,29 Minuten (automatisch gestoppt)
Finale: 13:52,8 Minuten (handgestoppt), 13:53,25 Minuten (automatisch gestoppt), Rang sechs

- Bartonjo Rotich
  - 400 Meter Hürden

Runde eins: in Lauf fünf (Rang zwei) für das Halbfinale qualifiziert, 51,2 Sekunden (handgestoppt), 51,39 Sekunden (handgestoppt)
Halbfinale: ausgeschieden in Lauf zwei (Rang fünf), 51,8 Sekunden (handgestoppt), 51,97 Sekunden (handgestoppt)
  - 400 Meter Lauf

Runde eins: in Lauf sieben (Rang drei) für das Viertelfinale qualifiziert, 47,7 Sekunden (handgestoppt), 47,89 Sekunden (handgestoppt)
Viertelfinale: ausgeschieden in Lauf drei (Rang sieben), 47,8 Sekunden (handgestoppt), 47,97 Sekunden (handgestoppt)

### Schießen
- Edward Penn
  - Freie Scheibenpistole

Qualifikation: Gruppe zwei, 340 Punkte, Rang 20, Gesamtrang 41, für das Finale qualifiziert
Runde eins: 88 Punkte, Rang neun
Runde zwei: 85 Punkte, Rang 19
Runde drei: 78 Punkte, Rang 32
Runde vier: 89 Punkte, Rang sechs
Finale: 521 Punkte, Rang 40
Runde eins: 87 Punkte, Rang 37
Runde zwei: 87 Punkte, Rang 33
Runde drei: 83 Punkte, Rang 50
Runde vier: 87 Punkte, Rang 36
Runde fünf: 90 Punkte, Rang 14
Runde sechs: 87 Punkte, Rang 29

- Charles Trotter
  - Kleinkaliber liegend

Qualifikation: Gruppe zwei, 381 Punkte, Rang 23, Gesamtrang 48, für das Finale qualifiziert
Runde eins: 95 Punkte, Rang 23
Runde zwei: 98 Punkte, Rang zehn
Runde drei: 94 Punkte, Rang 27
Runde vier: 94 Punkte, Rang 33
Finale: 574 Punkte, Rang 37
Runde eins: 97 Punkte, Rang 19
Runde zwei: 94 Punkte, Rang 45
Runde drei: 95 Punkte, Rang 43
Runde vier: 94 Punkte, Rang 37
Runde fünf: 97 Punkte, Rang 19
Runde sechs: 97 Punkte, Rang 23

- Petrus Visagie
  - Kleinkaliber liegend

Qualifikation: Gruppe eins, 383 Punkte, Rang 21, Gesamtrang 37, für das Finale qualifiziert
Runde eins: 94 Punkte, Rang 25
Runde zwei: 96 Punkte, Rang 22
Runde drei: 96 Punkte, Rang 20
Runde vier: 97 Punkte, Rang 17
Finale: 571 Punkte, Rang 43
Runde eins: 93 Punkte, Rang 50
Runde zwei: 94 Punkte, Rang 40
Runde drei: 96 Punkte, Rang 37
Runde vier: 98 Punkte, Rang 20
Runde fünf: 94 Punkte, Rang 47
Runde sechs: 96 Punkte, Rang 33

### Segeln
Flying-Dutchman
- Ergebnisse
Finale: 2680 Punkte, Rang 20
Rennen eins: 689 Punkte, 2:33:22 Stunden, Rang acht
Rennen zwei: 446 Punkte, 2:29:32 Stunden, Rang 14
Rennen drei: 101 Punkte, Rennen nicht beendet (DNF)
Rennen vier: 478 Punkte, 2:47:48 Stunden, Rang 13
Rennen fünf: 416 Punkte, 2:17:18 Stunden, Rang 15
Rennen sechs: 337 Punkte, 2:20:24 Stunden, Rang 18
Rennen sieben: 314 Punkte, 2:18:31 Stunden, Rang 19
- Mannschaft
Anthony Bentley-Buckle
Ronald Blaker

Einzel
- Daniel Mackenzie
  - Finn-Dinghi

Finale: 1.686 Punkte, Rang 29
Rennen eins: 247 Punkte, 1:54:02 Stunden, Rang 25
Rennen zwei: 323 Punkte, 2:09:30 Stunden, Rang 21
Rennen drei: 230 Punkte, 1:50:30 Stunden, Rang 26
Rennen vier: 198 Punkte, 2:20:01 Stunden, Rang 28
Rennen fünf: 114 Punkte, 2:00:11 Stunden, Rang 34
Rennen sechs: 441 Punkte, 1:56:33 Stunden, Rang 16
Rennen sieben: 247 Punkte, 1:56:49 Stunden, Rang 25